# Partit Senegalès d'Acció Socialista
El Partit sénégalais d'acció socialista (PSAS) és un antic partit polític senegalès fundat per Lamine Guèye.

## Història
Després de la seva escissió de la SFIO, el PSAS es va constituir el 1957, en tant que secció del Moviment Socialista Africà (MSA).
En febrer 1957, el partit va absorbir la Concentració Democràtica Senegalesa d'Abbas Guèye.
Després d'un acostament entre Léopold Sédar Senghor i Lamine Guèye, i després de la fusió entre la Convenció Africana i el MSA l'any 1958, el PSAS es va associar al Bloc Popular Senegalès (BPS), secció senegalesa de la Convenció, per formar la Unió Progressista Senegalesa (UPS).

## Orientació
Era un partit d'esquerra.

## Símbols
A l'origen, els tres colors de la bandera senegalesa simbolitzaven les tres forces polítiques que s'havien fusionat per formar la Unió Progressista Senegalesa. El verd era el color del Bloc Democràtic Senegalès (BDS) i l'or o el groc el del Moviment Popular Senegalès (MPS), i el vermell era el color que representava el PSAS.